# Oblast' autonoma di Gorno-Altaj
L'oblast' autonoma di Gorno-Altaj (in russo Горно-Алтайская автономная область?) è stata costituita come oblast' autonoma oirata (in russo Ойротская Автономная область?) nel 1922 e ribattezzata come tale nel 1948.
Fu elevata in una RSSA nel 1990, poco prima della dissoluzione dell'Unione Sovietica. Corrisponde all'attuale Repubblica dell'Altaj.

## Curiosità
Un pianeta minore 2232 Altaj scoperto nel 1969 dall'astronomo sovietico BA Burnasheva prende il nome da Altai.